# دايسكي إيشيواتاري
دايسكي إيشيواتاري (石渡太輔 إيشيواتاري دايسكي) هو فنان ألعاب فيديو ياباني ولد في 14 أغسطس 1973 في جوهانزبرغ ، جنوب أفريقيا.

## أعماله في ألعاب الفيديو
- سلسلة ألعاب GUILTY GEAR (مؤلف السلسلة، مؤلف الموسيقى، مؤدي صوت سول بادغاي، مؤدي صوت أوردر سول)
- سلسلة ألعاب BLAZBLUE (مؤلف الموسيقى)
- Hard Corps: Uprising (مؤلف الموسيقى)
- Battle Fantasia (مؤدي صوت فريد)

## وصلات خارجية
- دايسكي إيشيواتاري على موقع IMDb (الإنجليزية)
- دايسكي إيشيواتاري على موقع ميوزك برينز (الإنجليزية)
- دايسكي إيشيواتاري على موقع ديسكوغز (الإنجليزية)